# Étalon
Étalon – miejscowość i gmina we Francji, w regionie Hauts-de-France, w departamencie Somma.
Według danych na rok 1990 gminę zamieszkiwało 116 osób, a gęstość zaludnienia wynosiła 25 osób/km² (wśród 2293 gmin Pikardii Étalon plasuje się na 881. miejscu pod względem liczby ludności, natomiast pod względem powierzchni na miejscu 910.).